# 乌雷松度量化定理
乌雷松度量化定理给出了一个拓扑空间可度量化的充分条件。一个拓扑空间 {\displaystyle (X,\tau )} 上，若能定義一个度量  
{\displaystyle d\colon X\times X\to [0,\infty )} 使得拓扑 {\displaystyle \tau } 由 d 诱导产生，就稱為可度量化。

## 内容
定理斷言如果一个拓扑空间X是正则的，且有一组可数基（即第二可數），那么X是可度量化的。
例如，由定理能推論出，每個第二可數的流形都可度量化。
歷史上，安德烈·尼古拉耶维奇·吉洪诺夫在 1926 年證明了該定理。1925 年，乌雷松在死後才發表的論文中，只證明了每個第二可數的正規豪斯多夫空間都可度量化。
然而，注意定理给出的是充分条件，这意味着可度量化空间的基不一定可数，例如具有离散拓扑的实轴R，它的拓扑必然包括R上所有的单点集，而单点集必定都是所给拓扑基的基元素，并以单点集形式出现，而这些单点集显然是不可数的。所以具有离散拓扑的实轴R尽管是可度量化的，但它却没有一组可数基。

## 证明的想法
利用X是正则的且有一组可数基的假定就可以证明，X能嵌入一个度量空间之中。因此，X与一个度量空间的子空间同胚。由于一个度量空间的子空间是可度量化的，又由于可度量性是一种拓扑性质，于是得出：X是可度量化的。

## 例子
Z上的等差数列拓扑由所有形如
Aa,b={...,a-2b,a-b,a,a+b,a+2b,...}
的等差数列所组成的基来定义，其中a,b∈R.b≠0。
诱导Z上的度量
{\displaystyle d(x,y)={\begin{cases}0\left({\text{若 }}\ x=y\right)\\\min \left\{{\frac {1}{n!}}\left\vert {\frac {n!}{\left\vert x-y\right\vert }}\right.\right\}\left({\text{若 }}\ x\neq y\right)\end{cases}}}

## 與其他度量化定理之關係
某些度量化定理是烏雷松定理的簡單推論，例如，緊的豪斯多夫空間可度量化當且僅當其為第二可數。
烏雷松定理也可寫成以下形式：「一個拓撲空間為可分和可度量化，當且僅當其為正則、豪斯多夫，且為第二可數。」長田-斯米爾諾夫度量化定理是對不可分空間的推廣。其斷言一個拓撲空間可度量化，當且僅當其為正則、豪斯多夫，且具有一組 σ-局部有限基。一組 σ-局部有限基是一組基，其為可數多個局部有限開集族的並。相關的還有賓度量化定理。
若一個拓撲空間中，每點都有一個鄰域可度量化，則稱為局部可度量化。斯米爾諾夫證明了一個局部可度量化空間為可度量化當且僅當其為豪斯多夫及仿緊。具體地，一個流形可度量化，當且僅當其為仿緊。